# Couepia caryophylloides
Couepia caryophylloides är en tvåhjärtbladig växtart som beskrevs av Raymond Benoist. Couepia caryophylloides ingår i släktet Couepia och familjen Chrysobalanaceae. Inga underarter finns listade i Catalogue of Life.